# María Ereña
María Ereña Larrea (Sodupe, Güeñes, Vizcaya, 1996) es una cantante y música española, conocida por haber participado y ganado varios concursos musicales de ETB1 y por ser la vocalista del grupo de música Patx&Run.

## Biografía
Nació en Sodupe (Güeñes) en 1996. En 2018, se graduó en Derecho en la Universidad de Deusto.
En 2006, con tan sólo diez años, participó en el concurso de talentos musical Egin kantu! de ETB1. Con 14 años participó en el programa Haur Kantari Txapelketa de ETB1, donde quedó segunda finalista.
Participó como concursante en los programas Stars. Izarrak Kalean y Kantugiro, quedando como ganadora en ambos. En el año 2017 participó en el talent show musical Bago!az de ETB1, donde quedó cuarta finalista.
En 2019 formó parte del programa Gure Doinuak como miembro del equipo de música del programa. En el año 2012 creó junto a otros artistas el proyecto audiovisual Gaur da eguna.
Es vocalista del grupo vasco de música Patx&Run.

## Discografía
- Itzalak, 2019

## Filmografía

### Televisión
| Año       | Programa / Concurso     | Rol         | Canal | Notas        | Referencias |
| --------- | ----------------------- | ----------- | ----- | ------------ | ----------- |
| 2006-2007 | Egin kantu!             | concursante | ETB1  |              |             |
| 2011      | Haur Kantari Txapelketa | concursante | ETB1  | 2ª finalista |             |
| 2015      | Izarrak Kalean          | concursante | ETB1  | Ganadora     | [ 3 ]       |
| 2015      | Kantugiro               | concursante | ETB1  | Ganadora     | [ 4 ]       |
| 2017      | Bago!az                 | concursante | ETB1  | 4ª finalista | [ 5 ]       |
| 2019      | Gure Doinuak            | música      | ETB1  |              | [ 6 ] [ 7 ] |